# Kasteeltje van Heist

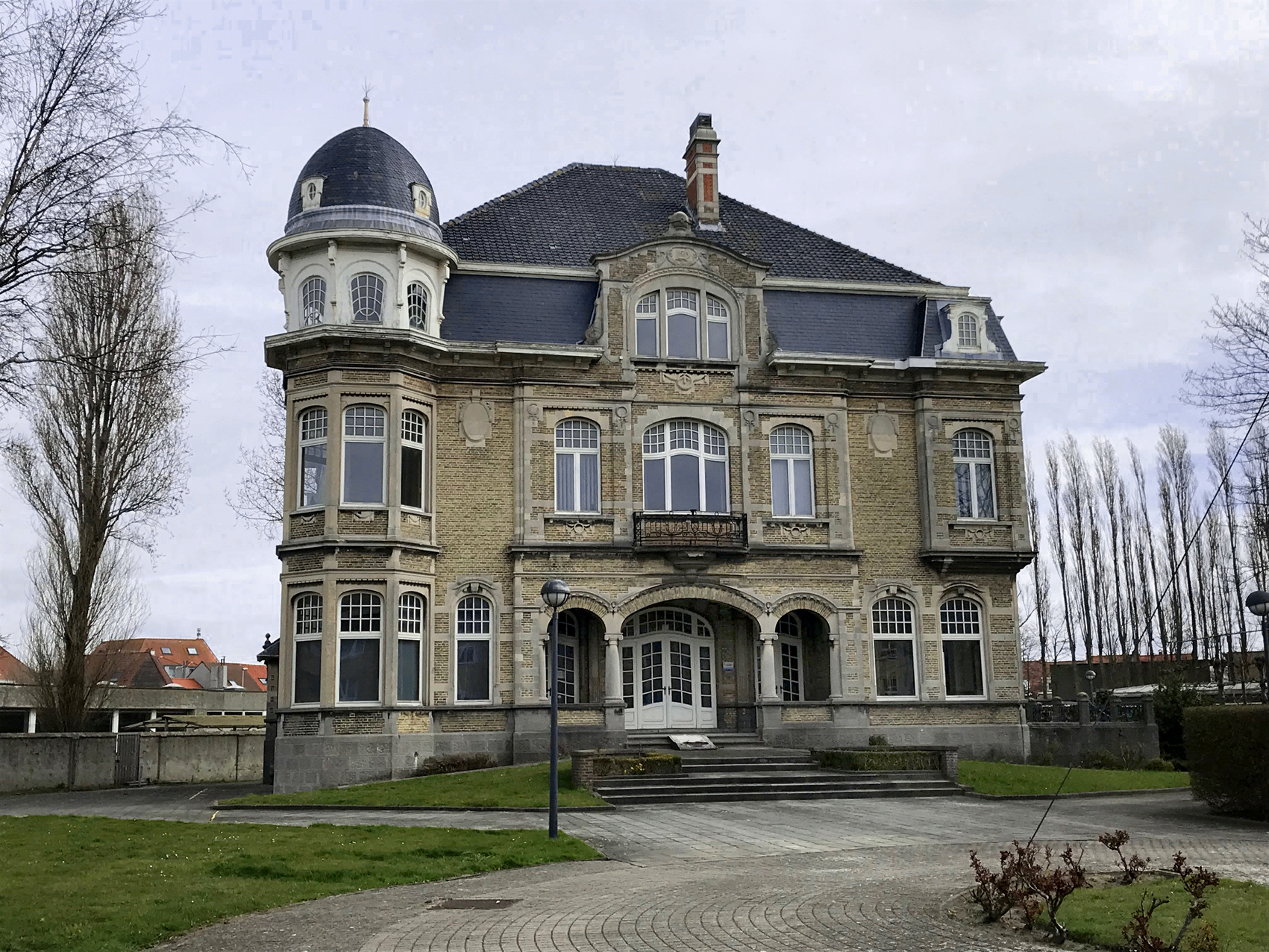

Het Kasteeltje van Heist is een eclectisch herenhuis, gebouwd in 1921 in Heist-aan-zee in de Bondgenotenlaan.

## Geschiedenis
In 1921 liet Gustaaf Dejonghe in de Bondgenotenlaan in Heist-aan-zee een herenhuis bouwen in neo-rococostijl. Dejonghe was een aannemer van bouw- en waterwerken en heraanleg van wegen die zijn fortuin had gemaakt bij de heropbouw van de oostkust na de Eerste Wereldoorlog. Omdat de eigenaar de eerste Heistenaar was die zich een dergelijk herenhuis kon veroorloven kreeg het bij de inwoners de naam van ’t kasteeltje (van Heist). 
De bouwplannen waren van de hand van architect Robert Neirynck. Het gaaf bewaarde interieur is merkwaardig omwille van de eclectische aanpak, in iedere kamer komt een andere neostijl aan bod. Schrijnwerker Jules Rotsaert verzorgde het vakwerk uit eikenhout en werd voor houtsnijwerk geassisteerd door Brugse specialisten. Het sierlijk plakwerk werd aangepakt door aannemer Ivo Huysseune. Italiaanse vaklui stonden in voor de mozaïekvloer in de hal, die sterk wordt geaccentueerd door de kleine arcadeboogjes naast de statige trap, die centraal gelegen is en zich splitst in twee gedeelten naar de eerste verdieping. In het groot salon werd Slavonisch eikenhout gebruikt. 
Gustaaf Dejonghe zelf overleed in 1929 aan de gevolgen van een arbeidsongeval bij werken aan het Sas van Heist.
Walter Dejonghe, de zoon van Gustaaf, was tijdens de Tweede Wereldoorlog burgemeester van Heist. Omdat hij tijdens de oorlog te nauwe banden had met de Duitsers moest hij vluchten naar Spanje. 
Het huis kwam onder sekwester van de Belgische Staat en in 1947 deed de weduwe Dejonghe afstand van de eigendom. In het huis werd de Rijksvisserijschool "de Golfbreker" onder beheer van het Ministerie van Verkeerswezen ondergebracht, vanaf 1983 omgedoopt naar "Visserijschool van de Vlaamse Gemeenschap".
In het gebouw is een herdenkingswand in keramiek opgericht met al de namen van omgekomen vissers die school liepen te Heist.
In 1995 werd het kasteeltje als monument geklasseerd. De school sloot in 2005 en sindsdien is er een centrum voor autisme gevestigd.

## Foto’s

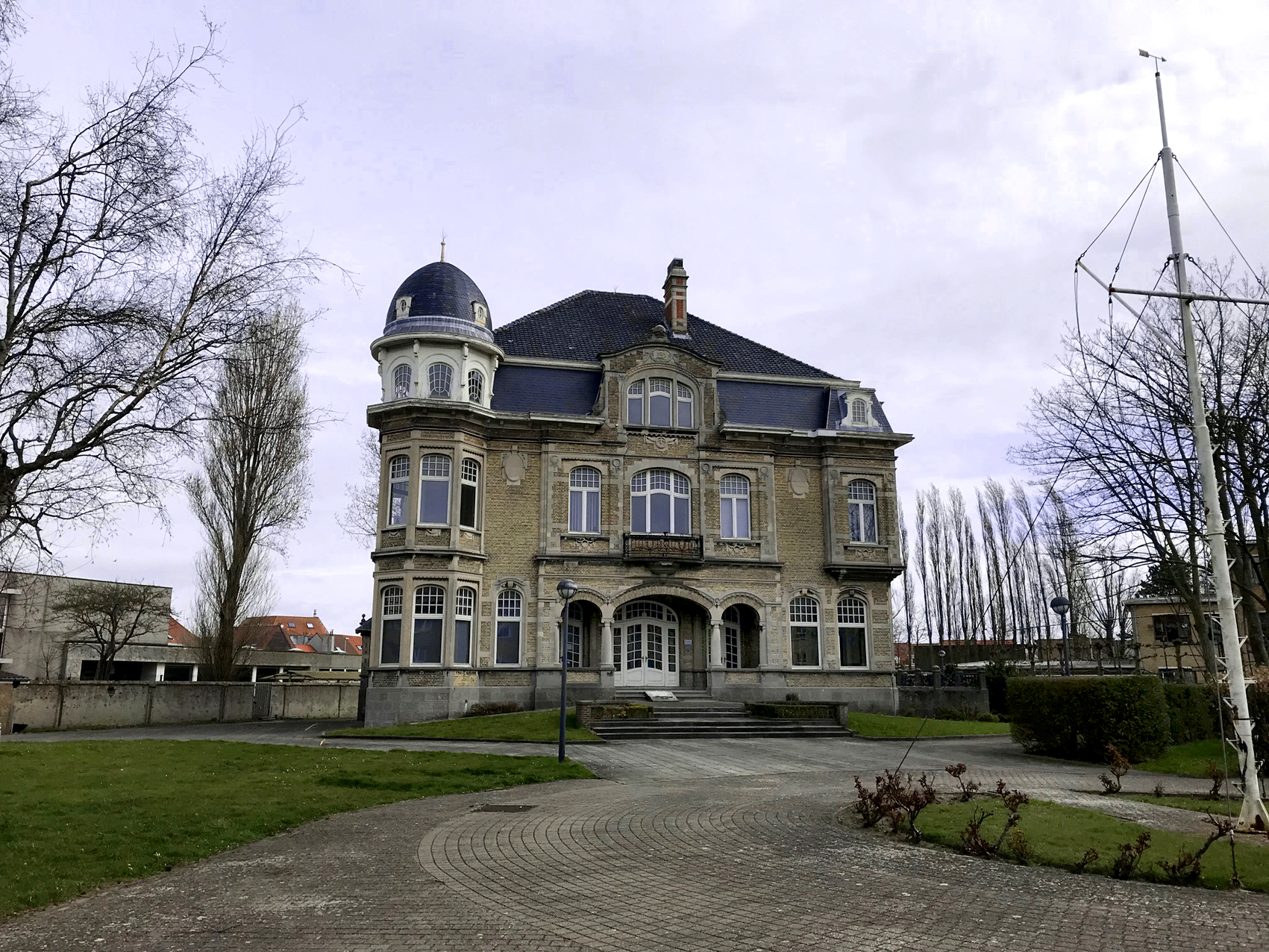
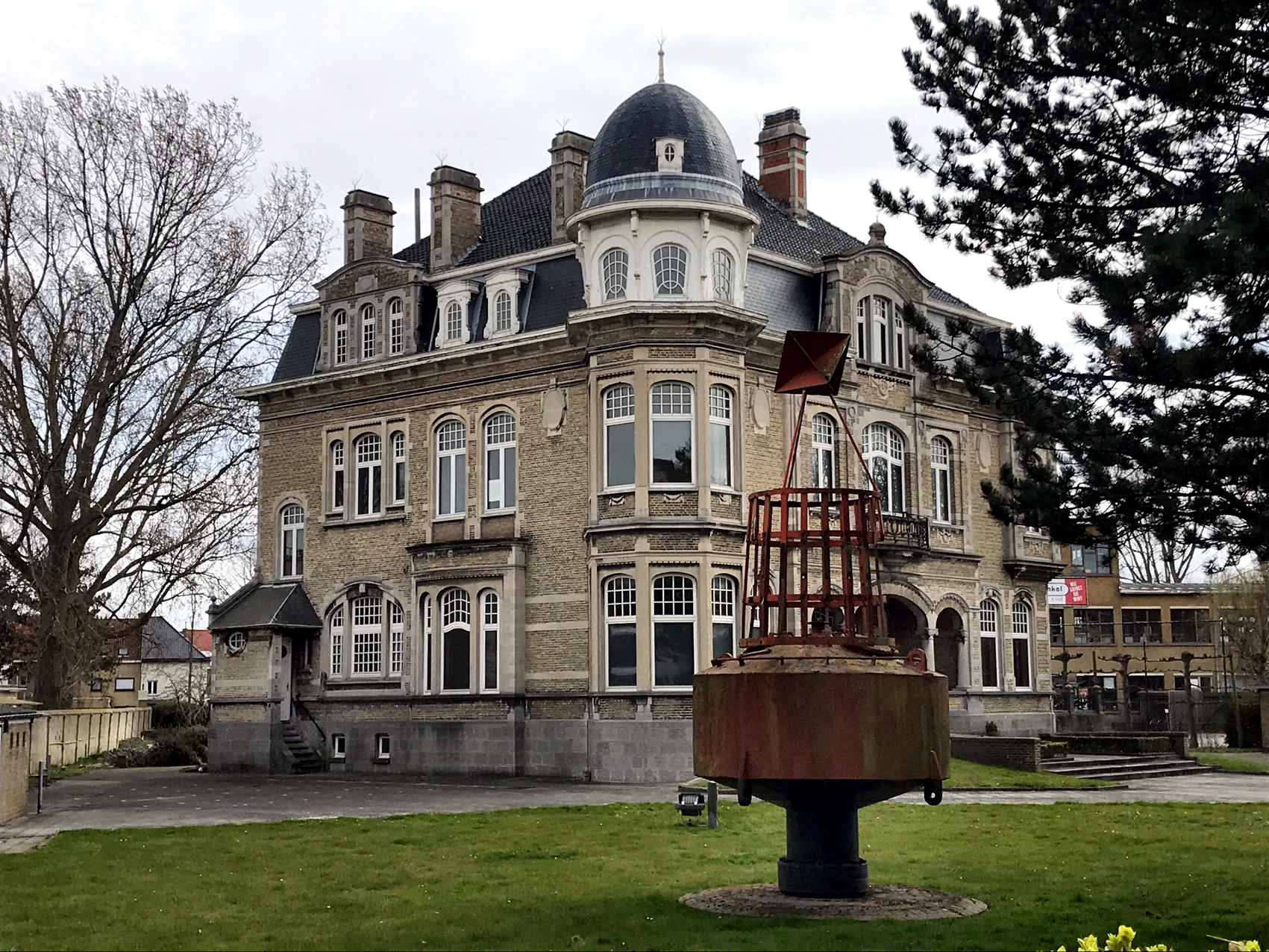
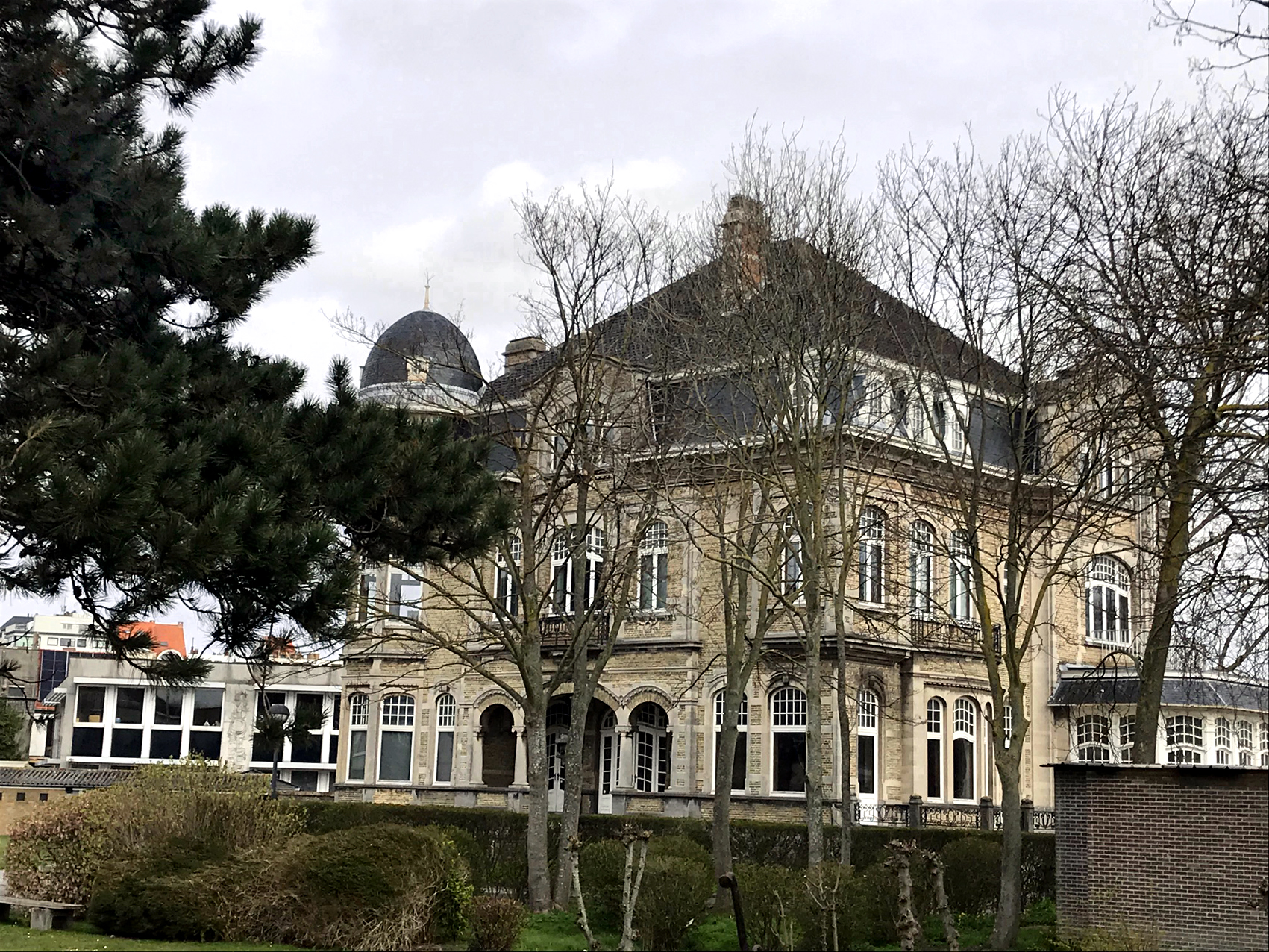